# Bob Feerick
Robert Joseph "Bob" Feerick (San Francisco, California, 2 de enero de 1920-Oakland, California, 8 de junio de 1976) fue un jugador y entrenador de baloncesto estadounidense que jugó durante tres temporadas en la BAA y una más ya con la nueva denominación de la NBA. Fue también jugador-entrenador de los Washington Capitols y entrenador jefe de los San Francisco Warriors. Con 1,91 metros de estatura, lo hacía en la posición de escolta.

## Trayectoria deportiva

### Universidad
Jugó durante cuatro temporadas con los Broncos de la Universidad de Santa Clara.

### Profesional
Tras la Segunda Guerra Mundial, su primer contacto con el baloncesto profesional fue con el Oshkosh All-Stars de la NBL, con los que jugó una temporada en la que llegaron a la final, cayendo derrotados en la misma por los Fort Wayne Zollner Pistons. Feerick anotó 13 puntos en el partido decisivo, siendo finalmente elegido en el mejor quinteto del campeonato.
El año siguiente firmó con los Washington Capitols de la recién creada BAA, antecesora de la NBA. En su primera temporada fue el máximo anotador del equipo, por delante de Fred Scolari, promediando 16,8 puntos por partido, siendo el segundo mejor anotador de la liga por detrás de Joe Fulks y el mejor porcentaje de tiros de campo, con un 40,1%. Todo ello le sirvió para ser incluido en el primer Mejor quinteto de la BAA.
En la temporada 1947-48 repitió aparición en el mejor quinteto de la liga, tras volver a ser el máximo anotador de su equipo con 16,1 puntos por partido, a los que añadió 1,2 asistencias. Al año siguiente bajó su rendimiento en anotaciónm, pero continuó siendo el mejor de los Capitols en ese aspecto, en una temporada en la que llegaron a las Finales de la BAA, donde cayeron derrotados por los Minneapolis Lakers. Feerick destacó ese año en un nuevo aspecto, el de los tiros libres, liderando la clasificación de la liga con un porcentaje del 85,9%.
En la temporada 1949-50, la primera de la NBA, asumió el puesto de jugador-entrenador, en la que iba a ser su última campaña en las canchas de juego. Acabó la temporada con 32 victorias y 36 derrotas.
En 1971 fue nominado para el Equipo del 25 aniversario de la NBA, aunque finalmente no fue escogido entre los galardonados.

### Entrenador
Tras su experiencia en los Capitols, Feerick regresó a su alma mater para dirigir a los Broncos, donde ejerció como entrenador principal durante 12 años, en los cuales consiguió 306 victorias y 186 derrotas. Su mayor logro fue clasificar al equipo para la Final Four de la división I de Baloncesto Masculino de la NCAA en 1952, en la que acabaron en la cuarta posición, tras caer derrotados en la semifinal ante la Universidad de Kansas y en el partido de consolación ante Illinois.
En 1962 es contratado como entrenador por los San Francisco Warriors, donde tiene como jugador a Wilt Chamberlain, pero solo permanece una temporada, en la que consiguió solo 31 victorias, y sin clasificar a su equipo para los playoffs. Al año siguiente dejaría el banquillo, siendo sustituido en el puesto por Alex Hannum, mientras él pasaría a ejercer labores de general mánager.

## Estadísticas de su carrera en la BAA y la NBA

### Temporada regular
| Temporada | Edad | Equipo              | Liga  | P   | TIT | MIN | TC  | TCA  | %TC  | 3P | 3PA | %3P | TL  | TLA | %TL  | R.OF. | R.DEF. | REB | ASIS | ROB | TAP | PER | FP  | PTS  |
| 1946-47   | 27   | Washington Capitols | BAA   | 55  |     |     | 6.6 | 16.5 | .401 |    |     |     | 3.6 | 4.7 | .762 |       |        |     | 1.3  |     |     |     | 2.6 | 16.8 |
| 1947-48   | 28   | Washington Capitols | BAA   | 48  |     |     | 6.1 | 17.9 | .340 |    |     |     | 3.9 | 5.0 | .788 |       |        |     | 1.2  |     |     |     | 2.9 | 16.1 |
| 1948-49   | 29   | Washington Capitols | BAA   | 58  |     |     | 4.3 | 12.2 | .350 |    |     |     | 4.4 | 5.1 | .859 |       |        |     | 3.2  |     |     |     | 2.9 | 13.0 |
| 1949-50   | 30   | Washington Capitols | NBA   | 60  |     |     | 2.9 | 8.3  | .344 |    |     |     | 2.3 | 2.9 | .799 |       |        |     | 2.1  |     |     |     | 2.3 | 8.1  |
| Total     |      |                     | TOTAL | 221 |     |     | 4.9 | 13.5 | .362 |    |     |     | 3.5 | 4.4 | .805 |       |        |     | 2.0  |     |     |     | 2.7 | 13.3 |
|           |      |                     | BAA   | 161 |     |     | 5.6 | 15.4 | .365 |    |     |     | 4.0 | 5.0 | .806 |       |        |     | 1.9  |     |     |     | 2.8 | 15.2 |
|           |      |                     | NBA   | 60  |     |     | 2.9 | 8.3  | .344 |    |     |     | 2.3 | 2.9 | .799 |       |        |     | 2.1  |     |     |     | 2.3 | 8.1  |

### Playoffs
| Temporada | Edad | Equipo              | Liga  | P | MIN | TCA | TC  | 3PA | 3P | TLA | TL | R.OF. | REB | ASIS | ROB | TAP | PER | FP | PTS | %TC  | %3P | %FT   | MIN | PTS  | REB | AST |
| 1946-47   | 27   | Washington Capitols | BAA   | 6 |     | 35  | 110 |     |    | 20  | 27 |       |     | 6    |     |     |     | 22 | 90  | .318 |     | .741  |     | 15.0 |     | 1.0 |
| 1948-49   | 29   | Washington Capitols | BAA   | 1 |     | 0   | 0   |     |    | 2   | 2  |       |     | 1    |     |     |     | 1  | 2   |      |     | 1.000 |     | 2.0  |     | 1.0 |
| 1949-50   | 30   | Washington Capitols | NBA   | 2 |     | 3   | 12  |     |    | 3   | 4  |       |     | 6    |     |     |     | 10 | 9   | .250 |     | .750  |     | 4.5  |     | 3.0 |
| Total     |      |                     | TOTAL | 9 |     | 38  | 122 |     |    | 25  | 33 |       |     | 13   |     |     |     | 33 | 101 | .311 |     | .758  |     | 11.2 |     | 1.4 |
|           |      |                     | BAA   | 7 |     | 35  | 110 |     |    | 22  | 29 |       |     | 7    |     |     |     | 23 | 92  | .318 |     | .759  |     | 13.1 |     | 1.0 |
|           |      |                     | NBA   | 2 |     | 3   | 12  |     |    | 3   | 4  |       |     | 6    |     |     |     | 10 | 9   | .250 |     | .750  |     | 4.5  |     | 3.0 |